# 谢尔盖·米罗诺夫
谢尔盖·米哈伊洛维奇·米罗诺夫（羅馬化：Sergey Mikhailovich Mironov；1953年2月14日—），俄罗斯政治家。2001年到2011年他任俄罗斯联邦委员会主席。2006到2011年担任公正俄罗斯党领导人。

## 学业

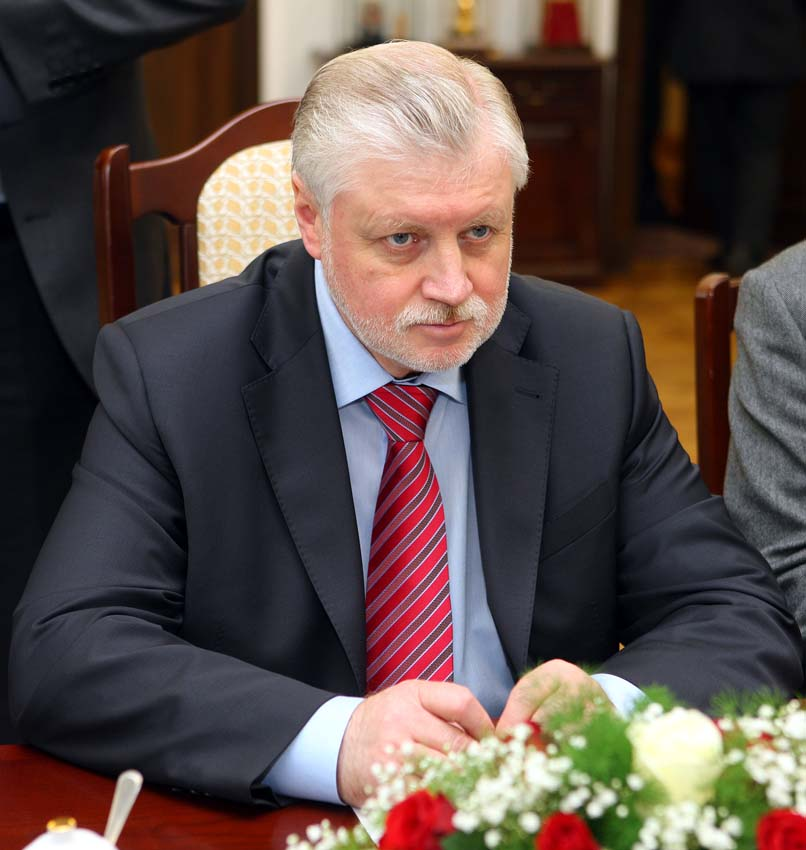
2010年访问波兰

他中学毕业后考入地质物理技校，毕业后作为空降兵服役。1976-79年入读列宁格勒矿业学院；1986年到蒙古做勘察工作，1991年回俄国。1992年毕业于圣彼得堡国立技术学院，1997年进入俄联邦总统直属的国务学院主修经济管理，1998年毕业于圣彼得堡大学法律系。

## 政治生涯
1994年当选为圣彼得堡市议会议员，2000年6月年升任议会第一副主席。2001年6月被选为代表圣彼得堡的俄罗斯联邦委员会议员，2001年12月任俄联邦委员会主席。
2003年4月起任俄罗斯生活党的主席，2004年作为该党的候选人参加总统选举但是失败。作为一名来自圣彼得堡的政治人物，他与普京的关系比较亲密。
2006年10月起任由俄生活党等三个党派组建的公正俄罗斯党主席。
2012年參選總統，以得票率3.85%落敗。

## 个人生活
他的妻子是柳博芙·伊万诺芙娜，两人育有一个儿子和一个女儿。
2008年他被总统普京授予第三等级祖国功勋勋章；2018年获授第四等级。